# Ивано-Франковский богословский университет имени Иоанна Златоуста
Ивано-Франковский богословский университет имени Иоанна Златоуста — высшее духовное учебное заведение Украинской грекокатолической церкви.
Является частным научным и учебным заведением IV уровня аккредитации. Основателем университета является Ивано-Франковское архиепархиальное управление Украинской грекокатолической церкви.
Находится в г. Ивано-Франковск, Ивано-Франковская область, Украина.
Основными задачами ИФБУ являются: подготовка квалифицированных ученых, преподавателей и кадров для священнослужения;
организация и проведение фундаментальных и прикладных научных исследований; содействие диалогу между восточными христианами; воспитание интеллектуальной жизни Церкви, содействие всестороннему осмыслению христианского мировоззрения;
информационная деятельность; издательская деятельность.
Целью университета является содействие развитию философских и богословских наук и других связанных с ними дисциплин.

## История
Богословский университет является продолжателем деятельности Грекокатолической духовной семинарии в Станиславе (ныне г. Ивано-Франковск) закрытой в 1945 году и восстановленной в 1990 году в составе Ивано-Франковского теологически-катехитического духовного института реорганизованного в 2000 году в Ивано-Франковскую теологическую академию.
30 июля 2014 года Теологическая академия была переименована в Ивано-Франковский богословский университет имени св. Иоанна Златоуста.

## Структура
В университете организованы две кафедры:
- Кафедра богословия
- Кафедра социально-гуманитарных дисциплин

Учебно-научные институты
- Дьяково-регентский институт
- Институт постоянной священнической формации
- Институт высшей религиозной культуры

Научно-исследовательские институты
- Институт канонического права
- Институт истории Церкви
- Институт семьи и капелланства

Аспирантура ИФБУ